# Hiperión

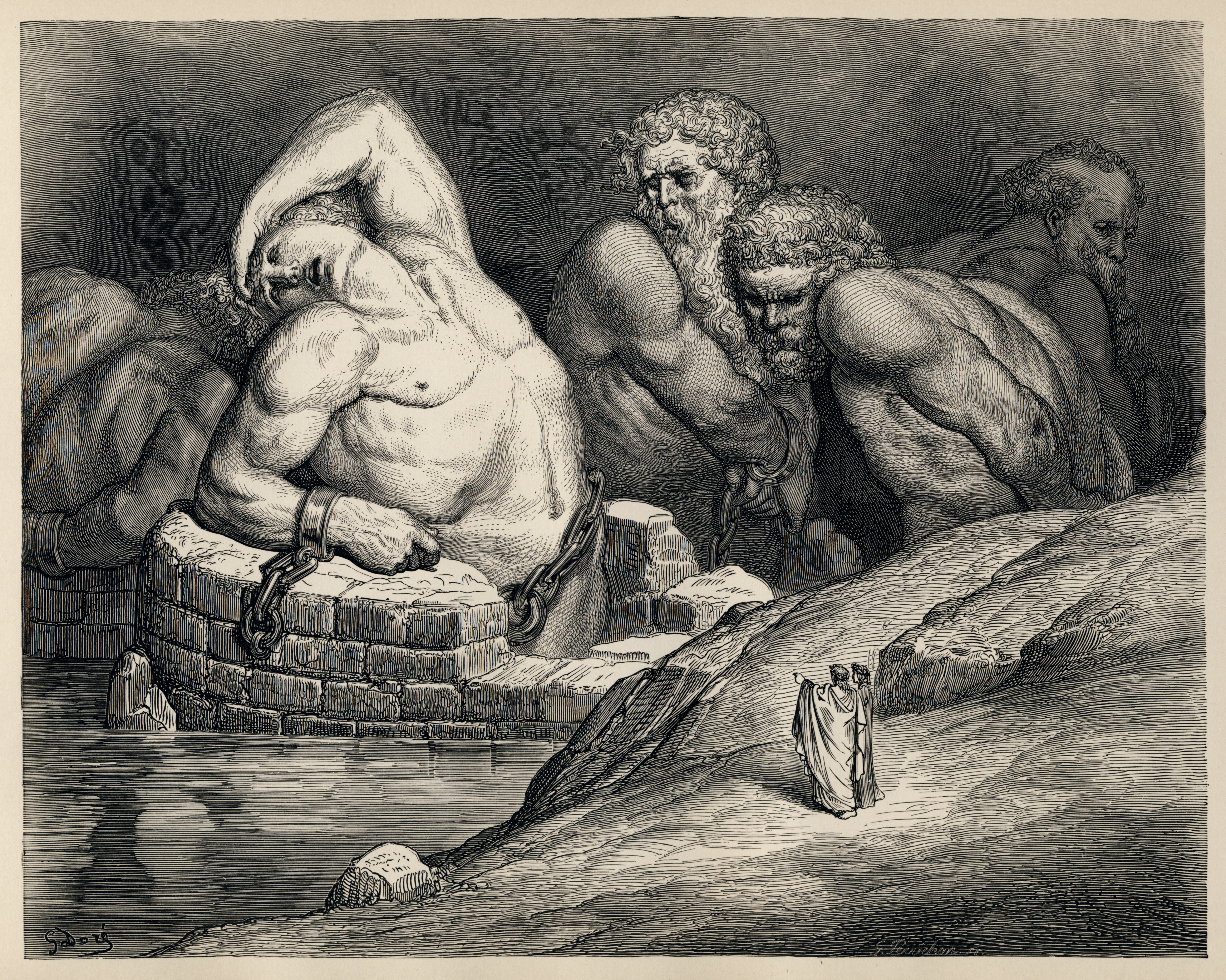
Representación de los Titanes, por Gustave Doré

En la mitología griega, Hiperión o Hiperíon (en griego antiguo: Ὑπερίων, Hyperíōn;  que significa ‘el que camina en las alturas’) es un titán, hijo de Urano («Cielo») y Gea («Tierra»). Cornuto dice que Hiperión es el principio en función del cual algunos cuerpos trazan su órbita por encima de otros.  Participó en la Titanomaquia activamente y, al igual que los otros titanes, fue encerrado en el Tártaro como castigo.

## Mitología
En la Ilíada de Homero, el dios sol se llamaba Helios Hiperión (‘Sol en lo más alto’), pero en la Odisea, la Teogonía de Hesíodo y el himno homérico a Deméter el sol recibe el nombre de Hiperiónida (‘hijo de Hiperión’), y ciertamente Hesíodo imaginaba a Hiperión como un ser separado de Helios en otras obras. De hecho, algunos traducen «Hiperión» como ‘el que aparece antes que el Sol’. En la literatura griega posterior, Hiperión siempre se distingue de Helios.
Hiperión es considerado a menudo el dios de la observación, y su hermana Tea la diosa de la vista.
Según Hesíodo, se casó con Tea (llamada Eurifaesa en el Himno homérico a Helios), su hermana, con la que tuvo tres hijos: Helios (el Sol), Selene (la Luna) y Eos (la Aurora):

Tea concibió del amor de Hiperión y dio a luz
al gran Helios y las brillantes Selene y Eos,
que traen la luz a todos los mortales de esta tierra
y a los inmortales dioses que gobiernan el ancho cielo.

Hiperión desempeña un papel virtualmente nulo en los cultos griegos y muy pequeño en la mitología, con la excepción de aparecer en la lista de los doce Titanes. Autores griegos posteriores intelectualizaron sus mitos.

De Hiperión se nos dice que fue el primero en entender, por su diligente atención y observación, el movimiento del sol, la luna y las demás estrellas, así como de las estaciones, que están provocadas por estos cuerpos, y dar a conocer estos hechos a los demás; y por esta razón fue llamado padre de estos cuerpos, pues había engendrado, por así decirlo, la especulación sobre ellos y su naturaleza.

Como padre de Helios, Hiperión fue considerado como el “primer principio” por el emperador Juliano, aunque su relevancia en la teúrgia es desconocida.
Diodoro Sículo, en una versión racionalizante según los atlantes, dice que Hiperión, un mortal, era uno de los hijos de Urano y Titea, más tarde divinizada como Gea. Tras la marcha de su padre sus hermanos y el pueblo eligieron a Basilea (Tea) como la nueva heredera al trono. Esta, aún virgen, se casó con Hiperión porque estaba más afectuosamente unida. De ambos nacieron dos hijos, Helio y Selene, admirados por su prudencia y belleza. Los otros titanes, envidiándole su hermosa descendencia y temiendo que Hiperión no atrajera hacia sí la realeza, llevaron a cabo una acción totalmente impía. Tras hacer una conjura, degollaron a Hiperión, ahogaron a Helio y provocaron que Selene se suicidase arrojándose del tejado. Tras la muerte de estos el pueblo los divinizó.

## Literatura posterior
El poeta y escritor romántico Hölderlin llamó ‘Hiperión’ al protagonista de su novela homónima, en la que narra la lucha interna de este personaje ante el dilema de si debe permanecer junto a las personas que ama o unirse a las tropas helenas para lograr la independencia griega frente a la dominación otomana, devolviendo así la belleza y el antiguo brillo que habían desaparecido de Grecia siglos atrás.

## Eponimia
Hiperión, como uno de los titanes, dio su nombre a uno de los satélites de Saturno, Hiperión.